# 泉州 (武德)
泉州，中国唐朝时设置的州，又作北泉州。
唐高祖武德三年（620年），分雍州石门县、温秀县置泉州。治所在石门县（今陕西省泾阳县西北长街村）。武德六年（623年），泉州下辖石门县、温秀县（今陕西省礼泉县建陵镇）、华池县（今陕西省三原县鲁桥镇）、三原县（今陕西省三原县西阳镇）。辖境相当今陕西省泾阳、三原县西部地区。唐太宗贞观元年（627年），废除泉州、石门县、温秀县、华池县。三原县改属雍州。
泉州刺史
- 张合（武德年间）
- 张公谨（武德年间）